# ترشچه، بوسنی و هرزگوین
ترشچه، بوسنی و هرزگوین (به لاتین: Tršće, Bosnia and Herzegovina) یک منطقهٔ مسکونی در بوسنی و هرزگوین است که در Kakanj واقع شده‌است.